# 长双烟铁路
长双烟铁路位于吉林省中部，西起长春北站，东至沈吉铁路烟筒山站，全长93.851公里。

## 线路
线路等级为国铁II级单线铁路。设计年货运1400万吨。从长春北站起，沿途设泉眼站、奢岭站、双阳站、山河站、五家子站5个中间站，至烟筒山站。是规划的长春——烟筒山——白山镇——松江河的“长白”旅游铁路线的组成部分。

## 历史
项目业主长双烟铁路有限责任公司。长双烟铁路于2005年9月开工建设，2008年7月12日全线竣工投入使用。总投资9.2亿元。
由沈阳铁路局长春车务段托管运营。